# Erioptera subhalterata
Erioptera subhalterata är en tvåvingeart som beskrevs av Alexander 1960. Erioptera subhalterata ingår i släktet Erioptera och familjen småharkrankar.
Artens utbredningsområde är Nepal. Inga underarter finns listade i Catalogue of Life.